# Casa Monteoru
A Casa Monteoru é um edifício histórico construído em 1874 e situado na Avenida da Vitória (Calea Victoriei), uma das principais artérias do centro de Bucareste, a capital da Roménia. Está classificado como monumento histórico de interesse nacional, com o número B-II-m-A-19863. Entre 1949 e 2013 foi a sede da União dos Escritores da Roménia (Uniunea Scriitorilor din Romania). Nesse ano, por decisão judicial, o edifício foi devolvido aos herdeiros da família que o detinha antes de ser nacionalizado.
Em 2015, os donos declaram a intenção de transformar o palacete num centro multicultural. No mesmo ano, foi inaugurado um restaurante no jardim e paralelamente estava previsto o uso do palacete para espetáculos de música ao vivo, exposições, feiras, eventos para crianças e outras atividades de animação.

## História
O edifício foi uma das primeiras residências da alta burguesia que marcaram a imagem de Bucareste do final do século XIX, a par com a Casa Lahovary e a Casa Vernescu (nova sede da União dos Escritores da Roménia). Foi construído em 1874 por Alec Niculescu, tendo sido projetado pelo arquiteto romeno Ion Mincu ou Nicolae Cuțarida. Em 1883 o palacete foi vendido ao empresário e político de origem grega Grigore Constantinescu-Monteoru, que o renovou radicalmente entre 1887 e 1889. As obras foram novamente dirigidas por Ion Mincu ou Nicolae Cuțarida. Este último restaurou os interiores de estilo eclético francês, que inclui tetos de estuque pintado, apainelamentos e uma escadaria monumental. Tinha amplos salões espelhados com seda francesa, a mobília era igualmente francesa e tinha várias esculturas, nomeadamente três trazidas da Grécia e duas da autoria de Ion Georgescu e Ion Valbudea, representando a agricultura e a indústria romenas.
A seguir à Primeira Guerra Mundial ali esteve instalada a legação da Polónia até 1923, quando voltou à posse da família Monteoru. No final da Segunda Guerra Mundial, sob pressão das autoridades soviéticas, Elena Lascăr Catargi, a filha de Grigore Monteoru, doou a casa, que passou para as mãos da Asociația Română pentru strângerea Legăturilor cu Uniunea Sovietică (ARLUS; "Associação Romena para Estreitamento dos Laços com a União Soviética"). Em 1948 foi nacionalizada e no ano seguinte passou a ser a sede da União dos Escritores da Roménia.